# Viktoria Gabrysch
Viktoria Gabrysch (* 11. November 1982 in Berlin) ist eine deutsche Schauspielerin.

## Leben und Werk
Gabrysch sammelte bereits als Kind erste Schauspielerfahrungen. Sie spielte mit zehn Jahren Theater in Berlin und hatte mit elf Jahren ihre erste Hauptrolle in einer Episode der ZDF-Kinderserie Karfunkel.
Sie machte 2002 ihr Abitur und begann mit ihrer Schauspielausbildung in Berlin und Rom.
2004 entdeckte Katinka Feistl sie für die Rolle der Tiffany in Siehst du mich?. Der Abschlussfilm der DFFB-Studentin lief auf dem Münchner Filmfest 2005, wo Viktoria für den Förderpreis Deutscher Film nominiert wurde.
2005 ging sie nach New York und studierte dort Schauspiel am renommierten Lee Strasberg Theatre and Film Institute.
2007 wurde sie für den Günter-Strack-Fernsehpreis als beste Nachwuchsschauspielerin nominiert.

## Filmografie

### Filme
- 2006: Freischwimmer (ifs-Kurzfilm)
- 2007: Vittoria (Kurzfilm dffb)
- 2008: Novemberkind (Diplom-Langfilm Filmakademie Baden-Württemberg)
- 2010: Anonymous
- 2011: Schwestern
- 2019: Sag du es mir

### Fernsehen
- 1994: Karfunkel – Das Horn (ZDF-Fernsehserie)
- 2005: Siehst du mich?
- 2006: Der letzte Zeuge
- 2006: Die Anwälte – Professionelle Distanz
- 2006: Arme Millionäre (Fernsehserie)
- 2007: Gottes Alltag (Serienpilot)
- 2008: Dicke Liebe (Pro7)
- 2008: Wenn Liebe doch so einfach wär’
- 2009: SOKO Leipzig – Tod per Post
- 2009: Aktenzeichen XY … ungelöst
- 2010: Polizeiruf 110 – Fremde im Spiegel
- 2010: Lotta & die alten Eisen
- 2016: Der Urbino-Krimi: Die Tote im Palazzo
- 2016: Der Urbino-Krimi: Mord im Olivenhain
- 2016: In aller Freundschaft – Die jungen Ärzte (Fernsehserie, Folge Lernen und Loslassen)
- 2019: In aller Freundschaft (Fernsehserie, Folge Perfekte Paare)

## Bühne
- 1994: Rostbühne Berlin – Deborah in Fenn
- 2005: Acud Theater Berlin – Sarah in Herr Kolpert
- 2011: Acud Theater Berlin – Jan in Schlafzimmergäste